# 奧斯特羅文斯科耶湖 (諾夫哥羅德州)

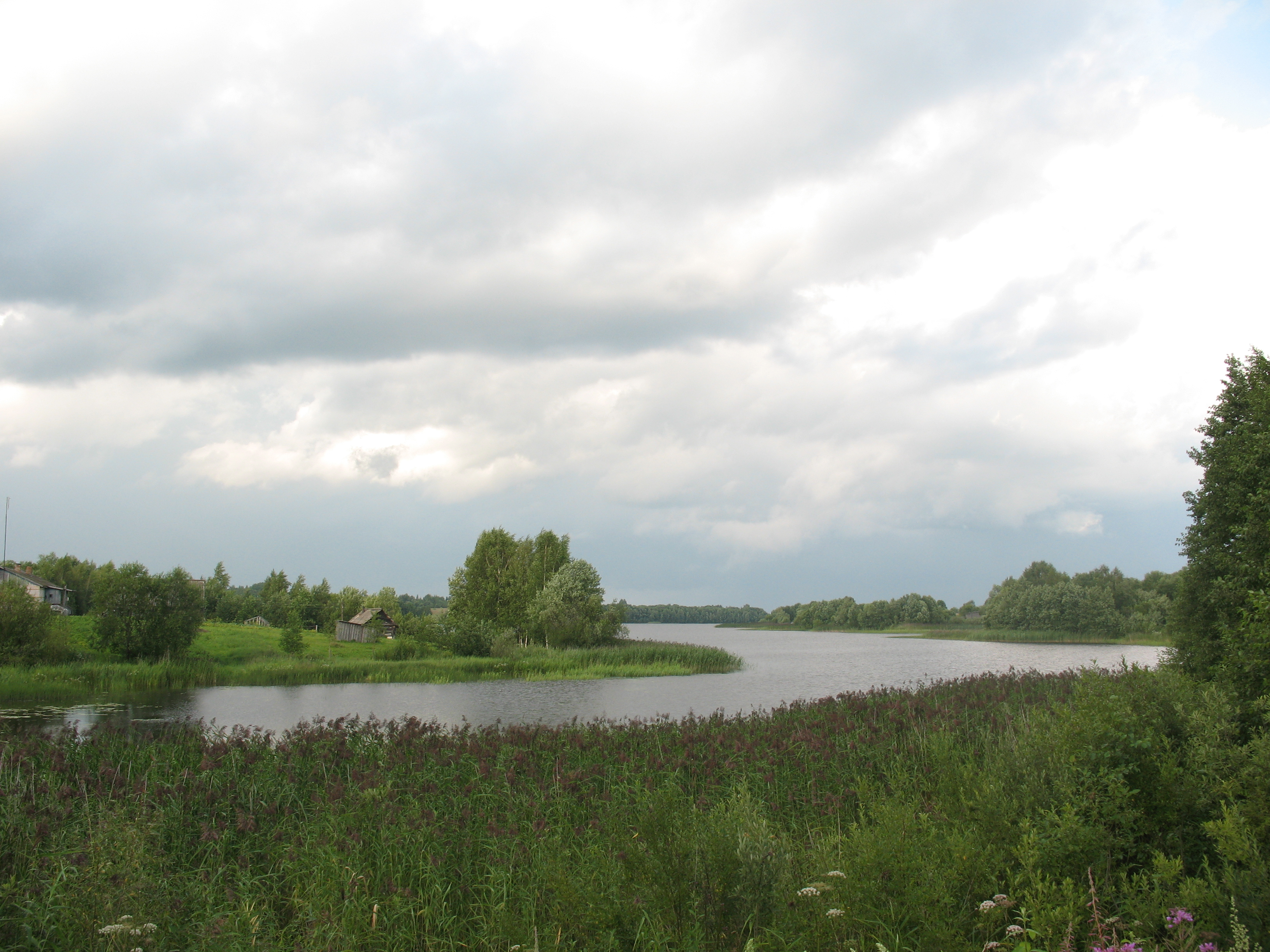

58°19′45″N 35°01′00″E / 58.32917°N 35.01667°E
奧斯特羅文斯科耶湖（俄语：Островенское озеро），是俄羅斯的湖泊，位於該國西北部，由諾夫哥羅德州負責管轄，處於波羅的海流域，面積4.21平方公里，平均水深8米，最大水深18米。